# 切尼马莱
切尼马莱（Chennimalai），是印度泰米尔纳德邦Erode县的一个城镇。总人口15526（2001年）。

## 人口
该地2001年总人口15526人，其中男性7885人，女性7641人；0—6岁人口1293人，其中男693人，女600人；识字率75.04%，其中男性为82.75%，女性为67.07%。